# Ilișua (okręg Sălaj)
Ilișua (węg. Selymesilosva) – wieś w Rumunii, w okręgu Sălaj, w gminie Sărmășag. W 2011 roku liczyła 696 mieszkańców.